# Aprostoma pulawskii
Aprostoma pulawskii là một loài bọ cánh cứng trong họ Zopheridae. Loài này được Slipinski miêu tả khoa học năm 1982.